# Das Traumhotel – Vietnam
Vietnam ist der Titel eines deutsch-österreichischen Liebesfilms aus dem Jahr 2012. Der Fernsehfilm ist die 17. Folge der Filmreihe Das Traumhotel.

## Handlung
Der Generalmanager der Siethoff-Hotelgruppe Markus Winter reist nach Vietnam. Er möchte nicht nur sein Luxushotel The Nam Hai in Hội An inspizieren, sondern auch den Bau einer neuen Hotelanlage in die Wege leiten. Nach Markus‘ Planungen soll diese neue Anlage in ökologischer Hinsicht Maßstäbe setzen und die Natur Vietnams so unberührt wie möglich belassen. Allerdings ist der Erwerb des dafür vorgesehenen Grundstücks noch nicht in trockenen Tüchern. Am Flughafen von Đà Nẵng begegnet Markus der attraktiven Nora Mäder, die einen Aufenthalt im Resort der Siethoff-Gruppe gebucht hat. Nora ist jedoch keine harmlose Touristin, sondern sie wurde von einer chinesischen Hotelkette engagiert, um Markus’ Pläne auszukundschaften und ihm das Grundstück streitig zu machen. Im Verlauf der Episode lernt Nora Markus aber besser kennen und schätzen. Als sie miterlebt, wie er sich fürsorglich um ein ausgesetztes vietnamesisches Baby kümmert, wechselt sie reuevoll die Seiten. 
Der Urlauber Fabian bekommt zufällig mit, dass das Blind Date der Touristin Susanne mit ihrer Internetbekanntschaft Guido ins Wasser fällt. Da ihm Susanne auf Anhieb sehr gut gefällt, gibt er sich kurz entschlossen als Guido aus und behauptet, sie überraschen zu wollen. In der Folge verbringen beide ein paar schöne Tage miteinander und finden sich bald mehr als sympathisch. Susanne stellt aber allmählich fest, dass Fabian einige Eigenschaften abgehen, die sie von Guido erwartet hat. Zum Beispiel ist er relativ unsportlich und spricht kein Wort Vietnamesisch. Fabian lässt mehrere günstige Gelegenheiten zu einem Geständnis aus, bis Susanne den Schwindel entdeckt. Enttäuscht gibt sie Fabian den Laufpass, und der muss sich einiges einfallen lassen, um ihr Herz zurückzugewinnen.
Chefkoch Malte ist einer der Stützen des Nam Hai Hotels. Er hat sich in die schöne Lamai verliebt und plant seine Zukunft in Vietnam. Allerdings hat sein Vater Erik Krüger, ein alter Freund von Markus Winter und Inhaber einer Fast-Food-Kette, ganz andere Pläne mit seinem Sohn. Er ist extra angereist, um ihn zu einer Rückkehr nach Deutschland zu bewegen. Als Malte seinem Vater eine Abfuhr erteilt, lässt dieser Maltes Ex-Verlobte Julia Zeller einfliegen. Malte jedoch hat sich definitiv für Lamai und Vietnam entschieden, und Markus muss einige Überzeugungskraft aufbringen, bis der  enttäuschte Vater die Zukunftspläne seines Sohnes akzeptiert.

## Hintergrund
Vietnam wurde vom 4. Mai 2011 bis zum 2. Juni 2011 im Luxushotel The Nam Hai nahe der Küstenstadt Hội An gedreht. Der Film erlebte am 6. Januar 2012 im Ersten seine Fernsehpremiere.

## Kritik
Für den film-dienst war Vietnam eine „triviale (Fernsehserien-)Unterhaltung, gedreht an drei Stätten des UNESCO-Weltkulturerbes in Vietnam“.
Die TV Spielfilm zeigte für den Film den Daumen runter, nannte ihn eine „TV-Urlaubsschmonzette“ und schrieb: „Harmlose Konfliktchen, garniert mit üblichem Exotikkitsch. [Fazit:] Müder Mumpitz am Mekong – schnarch!“